# 前205年
| 千纪： | 前1千纪 |
| 世纪： | 前4世纪 \| 前3世纪 \| 前2世纪                                                                                         |
| 年代： | 前230年代 \| 前220年代 \| 前210年代 \| 前200年代 \| 前190年代 \| 前180年代 \| 前170年代                               |
| 年份： | 前210年 \| 前209年 \| 前208年 \| 前207年 \| 前206年 \| 前205年 \| 前204年 \| 前203年 \| 前202年 \| 前201年 \| 前200年 |
| 纪年： | 汉王二年 |

## 大事记
- 田榮自立齊王，項羽率大軍伐齊，田榮兵敗被殺，項羽立齊襄王之子、齊王建之弟田假為齊王，即被田榮之弟田橫擊敗，再投楚國，被項羽所殺。
- 張耳投靠漢王劉邦，陳餘立代王趙歇為趙王，自立為代王，自己不去代國，在趙國以太傅的身份輔佐趙歇。
- 四月，漢軍在彭城之戰慘敗，勢力一落千丈，劉太公、劉媼和呂雉被楚軍虜獲。
- 五月，劉邦收攏殘兵發動成皋之战。
- 關中大饑，米斛萬錢，人相食。
- 劉邦取得韓地，以韓王信為韓王。
- 劉盈被立為漢太子。
- 九月，漢將韓信與漢將曹參於安邑俘獲重新歸順楚國的魏王魏豹，即安邑之戰。
- 十月，漢將韓信與張耳被劉邦下令在井陘牽制趙君當誘餌，刘邦亦率领靳歙，周緤等主力，从邯郸北上攻打襄国，汉军南北夹击會合，攻破襄國，斬殺陳餘，俘虜趙王歇、李左車，即井陉之战。
- 羅馬共和國和馬其頓王國簽訂腓尼基和約，第一次馬其頓戰爭結束，使羅馬共和國得以集中力量對付迦太基。但該和約不允許馬其頓王國向西擴張，腓力五世將他的視線移到東部的愛琴海，與埃托利亞同盟、一些克里特島城邦，以及斯巴達海盜組成同盟，對抗羅得島軍隊，爆發克里特戰爭。
- 塞琉古帝國安條克三世從底格裡斯河畔塞琉西亞出發，針對波斯灣阿拉伯半島沿岸的加爾拉進行一次短暫的遠征，使帝國東部重新獲得控制。

## 逝世
- 田榮，自立为齊王。前205年正月，田荣被项羽击败，逃至平原县，被平原人杀死。
- 田假，曾先后被齐人和项羽立为齊王。前205年三月，田假被田榮的弟弟田横击败，再投楚国，被项羽所杀。
- 赵歇，秦朝末年赵国宗室，秦末民變時的六國群雄之一。
- 陳餘，秦末漢初代王。在井陉之战邯鄲之戰败于汉军，陳餘及赵王歇被劉邦韩信在襄國俘获，陳餘被斬首於泜水上。
- 司马卬，被项羽封殷王，后投降刘邦。在四月彭城之战中被西楚军所杀。
- 章邯，被项羽封为雍王。前205年，汉軍引河水淹废丘，章邯自杀。
- 韩广，曾自立燕王，后被项羽封辽东王。被项羽所立燕王臧荼击败并杀害，燕及遼東兩地皆為臧荼所有。